# Эхо-2
Эхо-2 — искусственный спутник Земли, пассивный спутник связи. Разработчик и оператор — NASA, находился на орбите с 1964 по 1969 г.
Эхо-2 в сравнении с Эхо-1 имел несколько большие размеры — диаметр 41 м, вес 256 кг. Запущен на орбиту 25 января 1964. Параметры орбиты на момент выведения: высота 1030 х 1315 км, наклонение 81,50 градусов. Большее наклонение орбиты обеспечило лучшую видимость ИСЗ в высоких широтах. Эхо-2 использовался в совместной программе исследований по спутниковой связи СССР и США, широко проводились его визуальные и фотографические наблюдения (спутниковая геодезия и триангуляция, а по наблюдениям эволюции орбиты — изучение вариаций плотности верхней атмосферы Земли). Спутник вошёл в атмосферу Земли и сгорел 7 июня 1969 г.